# Trioza binotata
Trioza binotata är en insektsart som beskrevs av Löw 1883. Trioza binotata ingår i släktet Trioza och familjen spetsbladloppor. Inga underarter finns listade i Catalogue of Life.